# بيرت جونسون (لاعب كرة قدم أمريكية)
بيرت جونسون (بالإنجليزية: Bert Johnson)‏ هو لاعب كرة قدم أمريكية أمريكي، ولد في 18 فبراير 1912 في أشلاند في الولايات المتحدة، وتوفي في 10 أغسطس 1993.

## وصلات خارجية
- بيرتن جونسون على موقع مرجع كرة القدم المحترفة.كوم (الإنجليزية)